# Sublime
Sublime var ett amerikanskt ska/punkrockband som startade 1988 i Long Beach, Kalifornien. Sångaren Bradley Nowell avled 1996 av en heroinöverdos i San Francisco, 28 år gammal. Sublime har samarbetat med No Doubt.
Sublime nådde stora framgångar i USA, och har efter Nowells död fått något av en kultstatus. Däremot har de aldrig haft några större framgångar i Europa.

## Medlemmar
Ordinarie medlemmar
- Bradley Nowell - sång, gitarr, slagverk, sampler, elbas, synthesizer (1988-1996; död 1996)
- Eric Wilson - bas, orgel, synthesizer, slagverk (1988-1996)
- Bud Gaugh - trummor, synthesizer, sampler (1988-1990, 1993-1996)

Bidragande musiker
- Marshall Goodman (Ras MG) - trummor (1990-1992), turntable (1994-1996)
- Michael Happoldt - gitarr (1990-1996)
- Todd Forman - saxofon (1990-1996)
- Kelly Vargas - trummor (1992-1993)
- Christopher Michael Bauer - trumpet

## Diskografi
Studioalbum
- Jah Won't Pay the Bills (1991)
- 40 Oz. to Freedom (1992)
- Robbin' the Hood (1994)
- Sublime (1996)

EP
- 1994 - Work That We Do
- 1995 - Badfish
- 1996 - Living in a Boring Nation
- 1997 - What I Got...: The 7 Song EP

Singlar
- 1995 - Date Rape
- 1995 - Ebin
- 1996 - Sublime / Wesley Willis Fiasco (delad singel)
- 1996 - What I Got